# Rene Rautiainen
Rene Rautiainen (2006) è un giocatore di football americano finlandese che gioca come wide receiver per gli Helsinki Roosters.

## Palmarès
- 1 Vaahteramalja (Helsinki Roosters, 2024)